# NGC 2534
NGC 2534 (другие обозначения — UGC 4268, MCG 9-14-14, MK 85, ZWG 263.14, PGC 23024) — эллиптическая галактика в созвездии Рысь.
Этот объект входит в число перечисленных в оригинальной редакции «Нового общего каталога».
В галактике наблюдается повышенное ультрафиолетовое излучение, и потому её относят к галактикам Маркаряна.